# Virtuální rodina
Virtuální rodina (v anglickém originále Friends and Family) je 2. díl 28. řady (celkem 598.) amerického animovaného seriálu Simpsonovi. Scénář napsal J. Stewart Burns a díl režíroval Lance Kramer. V USA měl premiéru dne 2. října 2016 na stanici Fox Broadcasting Company a v Česku byl poprvé vysílán 1. dubna 2017 na stanici Prima Cool.

## Děj
Pan Burns jde na schůzku se svým psychiatrem. Vzhledem k Burnsově zlosti doktor Nussbaum po sedmdesáti letech jeho případ vzdá a řekne, že nikdy nebude moci mít rodinu. Krátce poté, co Burns opustí místnost, doktor umírá. Na pohřbu Burns odhalí náhrobek, na kterém je napsáno „Zaplatil C. Montgomery Burns“, což všechny přítomné rozzlobí. Při útěku před rozzlobenými truchlícími Burns a Smithers omylem přejedou profesora Frinka, který má na sobě brýle pro virtuální realitu. Burnse tato technologie zaujme a vezme si ji domů. Smithers mu připomene, že poslední, co mu doktor doporučil, byla rodina, a navrhne naprogramovat rodinu ve virtuální realitě.
Při konkurzu na virtuální rodinu Burnse nejvíce zaujmou Simpsonovi, a tak se je rozhodne najmout. Burns má v úmyslu stát se otcem rodiny, a tak Homera pošle zpět domů. Během prvních nahrávek se Burnsovi jeho nová rodina líbí a Simpsonovy zaměstná na deset let. Ubytuje je nedaleko svého panství, a tak je Homer sám doma. Nejprve se mu po rodině stýská, ale později si uvědomí výhody bytí doma sám. Když v noci leží nahý na střeše, seznámí se se sousedkou Julií. Rychle se spřátelí díky lásce k pivu a nenávisti vůči Nedu Flandersovi.
Na natáčení jsou Simpsonovi již unavení ze své práce. Naštvaný Burns se vzdá myšlenky na založení své virtuální rodiny a Simpsonovy vyhodí. Když se rodina vrátí domů, Marge se dozví o Homerově přátelství s Julií. Rozzlobí se, protože si myslí, že ji Homer s Julií podvádí, ale když Julie přijde zadním vchodem, ujistí Marge, že jsou s Homerem jen přátelé. Marge, i když akceptuje Homerovo přátelství s Julií, je na něj stále naštvaná. Ale poté, co mu Homer vysvětlí některé věci, které ho Julie naučila a které mohou zlepšit jeho vztah s Marge, mu odpustí a obejmou se.
V závěrečné scéně, zasazené o pár let později, se brýle po virtuální realitu rozšířily mezi Springifelďany a způsobují rozruch.

## Kritika
Díl od kritiků obdržel pozitivní recenze. Dennis Perkins z The A.V. Club jej ohodnotil známkou B−: „Ačkoliv se rodina a přátelé naštěstí nikdy nespojí, každý příběh má své kouzlo. Simpsonovi mají poslední dobou zarážející tendenci spojovat dva kvalitní příběhy do jednoho dílu a tento díl je tomu příkladem. Bohužel však příliš dlouho trvá, než vyjde najevo nějaké rozuzlení, ale kouskem mého srdce a skvělými scénkami si mě díl nakonec získal.“
Tony Sokol z Den of Geek ohodnotil díl čtyřmi z pěti hvězdiček a uvedl: „Děj není všechno, zejména v animovaných seriálech. Tento díl má desítky scének a gagů, mnoho z nich se odehrává v pozadí. […] Tento díl byl vážně vynikající.“
Hodnocení sledovanosti Nielsen dosáhlo skóre 2,6/9 a premiérové vysílání Virtuální rodiny sledovalo 6 milionů lidí, což ze Simpsonových udělalo nejlépe hodnocený pořad stanice Fox toho večera.